# Cadenus and Vanessa
Cadenus and Vanessa es un poema de Jonathan Swift basado en la descripción de uno de sus amores, Esther Vanhomrigh (Vanessa), escrito en 1712 y publicado como libro en 1726, tres años después de la muerte de Vanhomright. Contiene en su título un anagrama y un neologismo: Cadenus es anagrama de decano, Swift era deán/decano; el neologismo es Vanessa, en referencia secreta a Esther Vanhomrigh, con las iniciales de su apellido y su nombre (Van- y Es-) formó su apodo.
En aquel tiempo él le advirtió con esta frase, lo que él sentía hacia ella: "Volvería a nacer con una pasión violenta, que terminaría en una inexpresable pasión que siento hacia ti."
Con este poema Swift crea el nombre de mujer Vanessa, que goza actualmente de gran popularidad. No hubo Vanessas anteriores.